# Konstandinos Alisandrakis
Konstandinos (Kostas) Alisandrakis, gr. Κώστας Αλυσανδράκης (ur. 27 sierpnia 1948 w Atenach) – grecki fizyk i polityk, profesor, działacz komunistyczny, od 1999 do 2004 poseł do Parlamentu Europejskiego.

## Życiorys
W 1971 ukończył studia z zakresu fizyki na Uniwersytecie w Atenach. W 1977 uzyskał doktorat na University of Maryland, College Park. Podjął pracę naukową, w ramach której został profesorem astrofizyki na Uniwersytecie w Janinie.
W 1991 wszedł w skład komitetu centralnego Komunistycznej Partii Grecji. W 1999 z listy komunistów uzyskał mandat posła do Parlamentu Europejskiego V kadencji. Przystąpił do grupy Zjednoczonej Lewicy Europejskiej i Nordyckiej Zielonej Lewicy, a także do Komisji Przemysłu, Handlu Zewnętrznego, Badań Naukowych i Energii. W PE zasiadał do 2004. Od 2007 do 2009 był deputowanym do Parlamentu Hellenów.